# Jean de Saint-Bonnet
Pour les articles homonymes, voir Saint-Bonnet.
Ne doit pas être confondu avec Jean de Saint-Bonnet de Toiras.
Jean de Saint-Bonnet, né le 29 avril 1652 à Lyon et mort le 6 mars 1702 à Lyon, est un jésuite français enseignant, astronome et bibliothécaire au collège de la Trinité.

## Biographie

### Enfance et formation
Jean de Saint-Bonnet est baptisé à Lyon le 29 avril 1652, fils de Claude de Saint-Bonnet, marchand, et de Françoise Dupuy. Il a un frère, Jean-Baptiste, qui sera lui aussi jésuite et architecte. Il commence son noviciat jésuite le 12 janvier 1672.

### Parcours de vie
Il apparaît comme professeur au collège de la Trinité en 1681. Il enseigne entre autres les mathématiques et rédige plusieurs ouvrages d'astronomie en latin.

#### Fondation de l'Académie de Lyon
Vers 1700 Jean de Saint-Bonnet et Claude Brossette s'associent à quelques autres personnalités lyonnaises afin de se réunir et de discuter de belles lettres. Ils seront les fondateurs de ce qui deviendra l'Académie des beaux-arts de Lyon lorsque l'Intendant du Lyonnais Charles Trudaine institutionnalisa les réunions dans sa résidence en 1709,.

#### Création de l'observatoire du collège de la Trinité
Le Père de Saint-Bonnet est aussi membre correspondant de Dominique Cassini à l'Académie Royale des Sciences. Il coopère avec lui en effectuant des travaux d'observation des éclipses et des comètes, que Cassini utilise ensuite pour ses publications. Cassini, lors d'un passage à Lyon, le persuade de créer un observatoire. Les jésuites du collège de la Trinité acceptent de le faire construire dans leurs bâtiments, et lui confient la tâche en 1702. Les locaux s'établiront au-dessus de la chapelle de l’établissement. Surveillant régulièrement les travaux, Saint-Bonnet monte sur un échafaudage, chute et meurt des suites de cet accident le 6 mars 1702.